# Beverhoutsveld

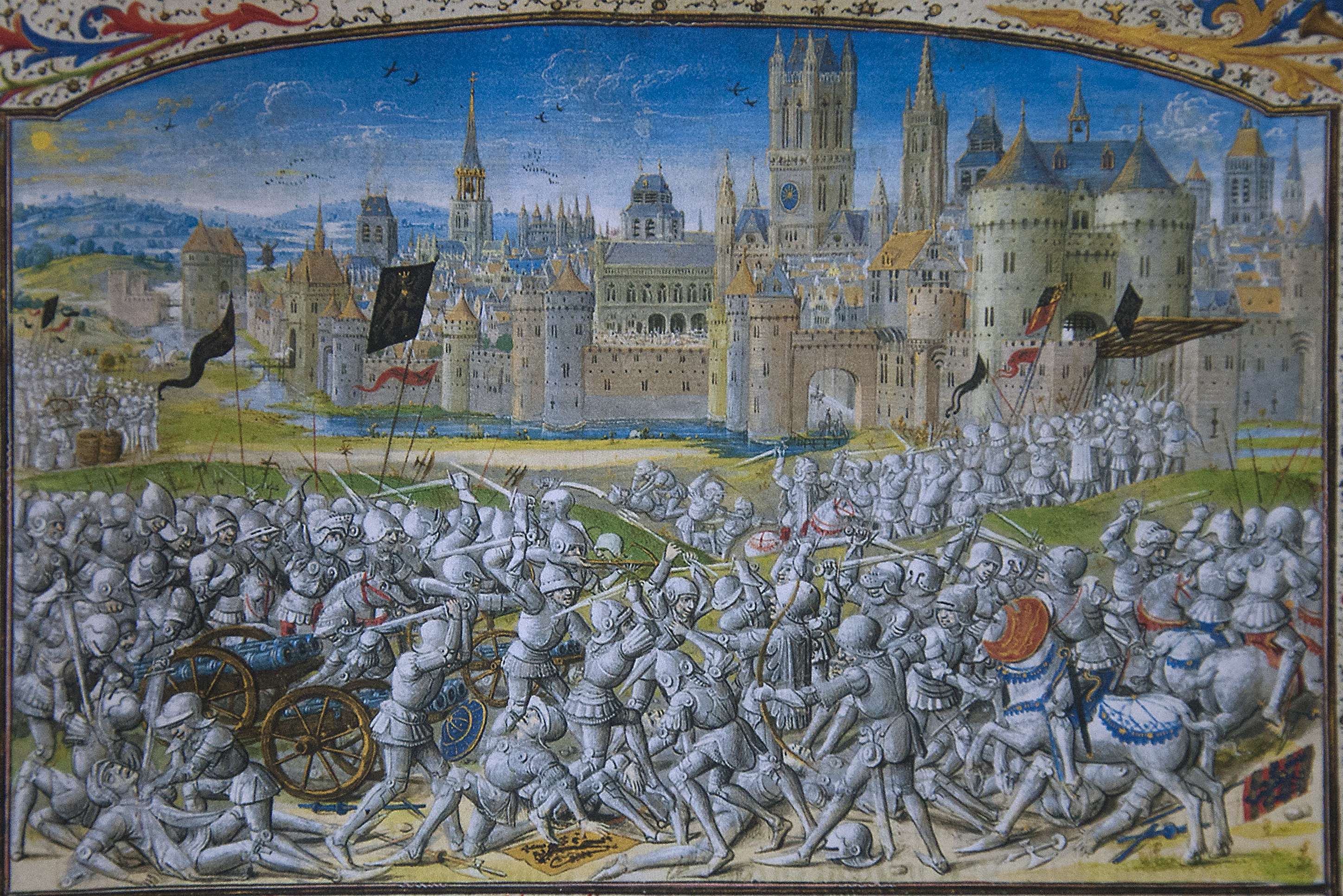
Slag op het Beverhoutsveld, Chroniques (Froissart), 15e eeuw

Het Beverhoutsveld is de naam van een toenmalig heidegebied op de grens tussen de Belgische gemeenten Oostkamp en Beernem met zijn deelgemeente Oedelem. 
Omstreeks 1845 werd het gebied, dat 483 hectare groot is, in cultuur gebracht. We treffen er op vandaag de typische landwegen met populierenrijen die het gebied doorkruisen aan. Voordat het gebied omgezet werd in akkers en weilanden werd het gebruikt als weideplaats voor het vee van de omwonenden of de aanborgers. Aan de rand van dit gebied vinden we onder meer de Beverhoutsveldkapel en het Blauw Kasteel terug. Het Beverhoutsveld is ook bekend van de zogenaamde Slag op het Beverhoutsveld.
De naam Beverhoutsveld wordt op vandaag nog steeds gebruikt. Beverhout duidt op de ratelpopulier die algemeen in deze streek voorkwam.